# Fingolimod
Fingolimod (nome comercial Gilenya da Novartis) é um fármaco imunossupressor. É derivado da miriocina (ISP-1) um metabólito do fungo Isaria sinclairii. Em 22 de setembro de 2010 o fingolimod foi aprovado para tratamento da esclerose múltipla reincidente, pelo FDA.